# Pomabamba

A cidade peruana de Pomabamba é a capital da Província de Pomabamba, situada no Departamento de Ancash, pertencente a Região de Ancash, Peru.